# Lynchburg (Missisipi)
Lynchburg – jednostka osadnicza w Stanach Zjednoczonych, w stanie Missisipi, w hrabstwie DeSoto.